# Roberto Oliveira Gonçalves do Carmo
Roberto Oliveira Gonçalves do Carmo, mais conhecido como Robertinho (Rio de Janeiro, 22 de junho de 1960), é um treinador e ex-futebolista brasileiro, ponta direita e que atuava como atacante. Atualmente, está sem clube.

## Carreira
Atuou em grandes clubes, como Flamengo, Fluminense, Internacional, Botafogo, Palmeiras, Sport, e Atlético Mineiro, além da Seleção Brasileira, com diversas convocações na base e profissional.
Robertinho sagrou-se campeão em diversos clubes por onde passou, sendo considerado um dos melhores atacantes e ponta direita brasileiros da década de 1980. Ponta-direita muito veloz, habilidoso e goleador, Robertinho infernizava as zagas adversárias.
Ao deixar os gramados, iniciou sua carreira de técnico. Treinou clubes como Grössenbacher (Suíça), Fluminense, Stade Tunisien e Hammam Sousse (ambos da Tunísia), Kazma Kuwait (Kuwait), Al Shamal (Qatar). Anos mais tarde, voltou a dirigir clubes brasileiros, como o Legião, clube no qual conquistou o vice-campeonato candango da segunda divisão. Em seguida, acertou seu retorno à Tunísia para comandar novamente o Stade Gabesien.

## Títulos

### Como jogador
Fluminense
- Campeonato Carioca: 1980

Flamengo
- Campeonato Carioca: 1982
- Campeonato Brasileiro: 1983

Sport
- Campeonato Pernambucano: 1988
- Campeonato Brasileiro: 1987

Atlético-MG
- Campeonato Mineiro: 1989

### Como Treinador
Kazma Kuwait
- Second Place League Kuwait 2008|2009
- Second Place Federation Cup Kuwait 2008|2009

Fluminense
- Campeão do Rio de Janeiro 2002, Eleito melhor treinador
- Campeonato Carioca: 2002
- Campeão Mundial Interclubes Alemanha U-23 de 2002|2002
- Campeão Brasileiro U-20 de 2001|2001
- Campeão Copa Curitiba-Pr U-20 de 2001|2001
- Campeão Brasileiro Gazetinha de 2000|2000

Rio Branco-SP
- Campeão Jogos Regionais 1999|1999